# Психопаспорт
Psycho-Pass (яп. サイコパス Сайкопасу, букв. «Психопаспорт») — японская медиафраншиза в жанре антиутопия, киберпанк, психологический триллер, детектив. Начало ей положил аниме-сериал, выпускающийся студией Production I.G и вышедший в эфир 11 октября 2012 года в Японии. Он был создан режиссёрами Наоёси Сиотани и Кацуюки Мотохиро, сценарий был написан Гэном Уробути, разработкой дизайна персонажей занималась Акира Амано, композитором выступил Юго Канно. В ноябре того же года вышла первая глава одноимённой манги. Первый сезон сериала был показан на Fuji TV в программном блоке noitaminA в период с октября 2012 по март 2013 года. Второй сезон транслировался с октября по декабрь 2014 года. Третий сезон транслировался с октября по декабрь 2019 года. 27 марта 2020 года вышел сиквел третьего сезона, аниме-фильм Psycho-Pass 3: First Inspector. История разворачивается в авторитарной, меритократической, био-алгократической и киберократической будущей антиутопии в Японии, где вездесущая система «Сивилла» следит за каждым членом общества, сканируя его психическое состояние.
«Психопаспорт» возник из-за заинтересованности Production I.G стать преемницей достижений Мамору Осии. Сериал был вдохновлён несколькими фильмами. Главный режиссёр Кацуюки Мотохиро стремился исследовать психологические темы в молодёжной среде общества, используя антиутопические сюжетные линии. На «Психопаспорт» оказало влияние множество книг и фильмов, самой заметной из которых была американская научно-фантастическая лента 1982 года «Бегущий по лезвию». Состав сэйю включает Кану Ханадзаву в роли Аканэ Цунэмори, Томокадзу Сэки в роли Синъи Когами и Такахиро Сакурая в роли Сёго Макисимы.

## Сюжет
События разворачиваются в Японии в 2111 году. Мир будущего почти полностью автоматизирован. Дроны, «умный костюм», личные электронные секретари и дома с функцией смены обстановки — неотъемлемая часть повседневной жизни, а кибернетизация тела уже мало кого удивляет. Принятие всех важнейших решений, устройство своего будущего и обеспечение безопасности в обществе люди доверили системе под названием «Сивилла», которая определяет способности и психическое состояние любого человека, а также его коэффициент преступности — величина, связанная с вероятностью, с которой этот человек может совершить преступление. Все данные отображаются в специальной характеристике, «Психопаспорте», определяющей положение человека в обществе.
Те, чей Коэффициент Преступности превышает допустимую норму, должны пройти принудительное лечение или — если Коэффициент зашкаливает — подлежат уничтожению. Раскрытием преступлений и ловлей потенциальных преступников занимаются специальные команды из Бюро Общественной Безопасности, куда попадает молодая идеалистка Аканэ Цунэмори. Аканэ предстоит познакомиться с карателями — потенциальными преступниками на службе у государства, людьми неординарными и умудрёнными опытом, — и убедиться, что реальная жизнь сильно отличается от того, что пишут в школьных учебниках и рассказывают на лекциях в университете.
Познакомившись с карателем Когами, она начинает менять своё мировоззрение. Чему особенно способствует появление невиданного врага. В ходе расследования она натыкается на некоего Сёго Макисиму. Он владеет особой способностью — чем хуже преступление, которое он совершает, тем ниже его Коэффициент Преступности. Он пытается уничтожить Сивиллу. При попытке его остановить, Аканэ узнаёт ужасный секрет: Сивилла — не искусственный интеллект или программа — это коллективный человеческий разум, причём буквально — он состоит из комнаты, заполненной человеческими мозгами, соединёнными в единую сеть, причём мозгами людей вроде Макисимы. Глава Бюро общественной Безопасности Дзёсю Касэй не человек, а киборг, один из аватаров системы «Сивилла», управляемый ею напрямую — называет его способность «асимптоматикой преступлений» — именно из таких людей Сивилла и состоит. После убийства подруги Цунэмори Макисимой прямо у неё на глазах, она выпрашивает у Сивиллы Доминатор, постоянно находящийся в режиме парализатора, и вместе со всей командой отправляется ловить Макисиму. Когами убивает своего давнего врага — Макисиму, тем самым становится неугодным для Сивиллы, поскольку у системы были на Сёго планы по привлечению в свои ряды, а затем сбегает. Гинодза занимает его место, Аканэ — Гинодзы, а на место Аканэ приезжает новый следователь — такая же неопытная, как и она сама в начале истории.

## Персонажи
- Синъя Когами (яп. 狡噛 慎也 Ко:гами Синъя)
- Возраст: 28 лет
- Коэффициент преступности: 282,6

Исполнительный сотрудник первой команды отдела уголовных расследований в Бюро Общественной Безопасности. Благодаря постоянным, почти мазохистским тренировкам, от которых он получает удовольствие, обладает потрясающим телосложением. Тонкий психолог. Может найти слабое место любого человека.
Имеет высокий уровень преступности, как показывает Доминатор. Очень умён и наблюдателен. Ранее был инспектором в Бюро. Во время расследования нераскрытого дела под номером 102 в списке особых дел Бюро Общественной Безопасности его напарник, исполнитель Сасаяма был жестоко убит, и из-за этого его коэффициент преступности резко повысился, но вместо прохождения терапии он решил продолжить расследование, после чего был разжалован до исполнителя. Жаждет найти того, кто убил его напарника. Владеет единоборствами, способен голыми руками вывести из строя спаррингового робота Бюро на максимальном уровне сложности боя.
Сэйю: Томокадзу Сэки
- Аканэ Цунэмори (яп. 常守 朱 Цунэмори Аканэ)
- Возраст: 20 лет
- Коэффициент преступности: 32,5

Новый инспектор первой команды отдела уголовных расследований в Бюро Общественной Безопасности, куда попала благодаря высокой оценке своих способностей. Обладает миловидным лицом, носит короткую прическу. Очень открыта и искренна, но неуклюжа, вследствие чего недостаточно самоуверенна. Хочет со всеми иметь хорошие отношения. Всегда поступает по совести и выполняет порученные задания, а Когами, даже имея на неё влияние, не останавливает от расследования нераскрытых преступлений.
Родителям Аканэ не нравится, что их единственная дочь работает в Бюро, а также они переживают, что у неё до сих пор нет парня. В детстве её часто баловала бабушка. Хочет отомстить Сёго Макисиме за смерть близкой подруги.
Очень устойчива к алкоголю и стрессовым ситуациям, однако не умеет плавать. Обладает способностью во всём видеть позитив и быстро восстанавливать собственный психопаспорт.
Сэйю: Кана Ханадзава
- Сёго Макисима (яп. 槙島 聖護 Макисима Сё:го)

- Коэффициент преступности: варьируется от 0 до 30

Гуманист (в плохом смысле этого слова), безнадёжно влюблённый в жестокость, дикость и все прочие худшие отрицательные черты человеческой натуры. Хочет увидеть «величие человеческой души», узнать, «достойно ли оно восхищения». Считает, что пока жизнь людей завязана вокруг системы «Сивиллы», делящей их на добрых и злых, в их существовании нет смысла.
Прирождённый евангелист, имеет как необычайную харизму, так и истинный дар красноречия. Обладает очень чистым психопаспортом, который остаётся стабильным вне зависимости от того, какие преступления он совершил. Более того, чем страшнее мысли и поступки Макисимы, тем чище его психопаспорт, а в моменты наивысшей эскалации коэффициент преступности падает до нуля. Владеет единоборствами не хуже Когами. В конце концов, был убит им.
Сэйю: Такахиро Сакураи
- Нобутика Гинодза (яп. 宜野座 伸元 Гинодза Нобутика)
- Возраст: 28 лет
- Коэффициент преступности: в начале — 86,3; в конце — 140

Инспектор первой команды отдела уголовных расследований в Бюро Общественной Безопасности, шеф Аканэ. Координирует всех исполнительных сотрудников команды. Он — элита. Все эмоции держит при себе. Ненавидит всех с повышенным уровнем преступности. Его стремление избавить общество от таких людей помогло в продвижении по службе. По-своему заботится об Аканэ, помогая ей на новом месте работы и предостерегая её от повтора ошибок Когами и Томоми Масаоки, своего биологического отца. Гинодза все ещё винит его в том, что он стал когда-то потенциальным преступником и бросил своих жену и ребёнка, с головой уйдя в противоборство новой системе. Впоследствии сам стал Исполнителем, как его отец и Когами.
Сэйю: Кэндзи Нодзима
- Томоми Масаока (яп. 征陸 智己 Масаока Томоми)
- Возраст: 54 года
- Коэффициент преступности: 127,4

Исполнительный сотрудник первой команды отдела уголовных расследований в Бюро Общественной Безопасности. Честный и трудолюбивый ветеран, на которого всегда можно положиться. Очень умён, обладает острой интуицией и хорошо развитой логикой. Всегда высказывает своё мнение, даже если оно противоречит мнениям остальных. Все уважают его и считают «отцом». Вместо левой руки — железный протез, а справа на губе — шрам. Неизвестно, при каких обстоятельствах получил эти ранения. Физически очень силён, способен поднять взрослого человека одной рукой.
Не принял «Сивиллу», когда её только начинали использовать, после чего его психопаспорт стал темнеть. Тем не менее продолжил раскрывать преступления уже в качестве исполнителя.
Творческий человек, любит рисовать, но при этом никогда не прочь выпить что-нибудь покрепче. Считает, что жить нужно в своей реальности, а не в виртуальной. Биологический отец Гинодзы, с которым практически не общается как с членом семьи, так как Гинодза считает его виноватым в семейных проблемах, но по ходу сюжета они начинают лучше понимать друг друга. Погибает от взрыва динамитной шашки, отпустив из захвата Макисиму, чтобы защитить сына.
Сэйю: Кинрю Аримото
- Сюсэй Кагари (яп. 縢 秀星 Кагари Сю:сэй)
- Возраст: 21 год

Исполнительный сотрудник первой команды отдела уголовных расследований в Бюро Общественной Безопасности. Задира. Постоянно шутит. Получает удовольствие, дразня Аканэ. Всё свободное время проводит за видеоиграми. В 5 лет провалил тест на психику и после этого считается преступником. Профессионально готовит различные блюда. Несмотря на разгильдяйский вид и поведение, достаточно опасен, владеет единоборствами и способен голыми руками убить вооружённого человека. Слаб к алкоголю. По официальной версии, пропал без вести, на самом деле был убит (выведен из строя Доминатором в режиме парализатора и впоследствии добит) Дзёсю Касэй, так как во время преследования Макисимы оказался в блоке управления «Сивиллы» и узнал реальное положение дел. Принял свою смерть с улыбкой.
Сэйю: Акира Исида
- Яёи Кунидзука (яп. 六合塚 弥生 Кунидзука Яёи)
- Возраст: 22 года
- Коэффициент преступности: 118

Исполнительный сотрудник первой команды отдела уголовных расследований в Бюро Общественной Безопасности. Специалист, управляющий беспилотными роботами команды. По выражению её лица почти всегда невозможно понять, какие она испытывает эмоции. Всегда спокойна и собрана, даже при виде самых жестоких преступлений. Любит читать, слушать музыку, а также есть рамэн быстрого приготовления. Состоит в интимных отношениях с Сио Караномори.
Когда-то играла в рок-группе, но её психопаспорт ухудшился и она попала на принудительное лечение. Рекрутирована Когами, который на тот момент ещё был инспектором. Является лесбиянкой.
Сэйю: Сидзука Ито
- Сион Караномори (яп. 唐之杜 志恩 Караномори Сион)
- Возраст: 27 лет

Сотрудник Главного Отдела Исследований в Бюро Общественной Безопасности. Следит за здоровьем членов команд и помогает им, снабжая информацией, полученной анализом данных о преступлениях. Очень гламурна. Состоит в интимных отношениях с Яёи. Сион очень общительна и любит подымить. По навыкам профессиональный хакер. Очень падка на лесть. Является бисексуалкой.
Сэйю: Миюки Савасиро
- Чхве Гусон (яп. チェ・グソン Те Гусон)

Правая рука Макисимы. Мигрант из Кореи. Талантливый хакер. Убит Дзёсю Касэй, когда открыл истинную сущность системы «Сивилла».
- Дзёсю Касэй (яп. 禾生 壌宗 Касэй Дзё:сю:)

Глава Бюро Общественной Безопасности. Выглядит как худая, седая, пожилая женщина, но на самом деле она не человек, а киборг, один из аватаров системы «Сивилла». Управляется напрямую системой «Сивилла», которая является коллективным человеческим разумом. Предложила Сёго присоединиться к системе «Сивилла», на что получила отказ, после чего Макисима сломал ей обе ноги и вскрыл черепную коробку. Была заменена новой копией.
Сэйю: Ёсико Сакакибара

## Список серий
| No. | Название                                                                                 | Дата                 |
| --- | ---------------------------------------------------------------------------------------- | -------------------- |
| 01  | Коэффициент преступления «Хандзай Кэйсу» (犯罪係数)                                      | 11 октября 2012 года |
| 02  | Пригодность «Наси Уру Моно» (成しうる者)                                                 | 18 октября 2012 года |
| 03  | Воспитывая традиции «Сиику но Сахо:» (飼育の作法)                                        | 25 октября 2012 года |
| 04  | Твоя маска никому не знакома «Дарэ мо Сиранай Аната но Камэн» (誰も知らないあなたの仮面) | 1 ноября 2012 года   |
| 05  | Твоё лицо никому не знакомо «Дарэ мо Сиранай Аната но Као» (誰も知らないあなたの顔)      | 8 ноября 2012 года   |
| 06  | Возвращение кровавого принца «Кё:о:дзи но Кикан» (狂王子の帰還)                          | 15 ноября 2012 года  |
| 07  | Символизм блетиллы полосатой «Сиран но Ханакотоба» (紫蘭の花言葉)                        | 22 ноября 2012 года  |
| 08  | И дальше — тишина «Ато ва, Тиммоку» (あとは、沈黙)                                       | 29 ноября 2012 года  |
| 09  | Райский плод «Ракуэн но Кадзицу» (楽園の果実)                                            | 6 декабря 2012 года  |
| 10  | Игра Мафусаила «Мэтосура но Ю:ги» (メトスラの遊戯)                                       | 13 декабря 2012 года |
| 11  | Святой ужин «Сэйдзя но Бансан» (聖者の晩餐)                                              | 20 декабря 2012 года |
| 12  | Перекрёсток дьявола (Devil's Crossroad)                                                  | 11 января 2013 года  |
| 13  | Приглашение из бездны «Синъэн кара но Сё:тай» (深淵からの招待)                           | 17 января 2013 года  |
| 14  | Сладкий яд «Амай Доку» (甘い毒)                                                          | 24 января 2013 года  |
| 15  | Город падающего пепла «Ио: Фуру Мати» (硫黄降る街)                                       | 31 января 2013 года  |
| 16  | Врата правосудия «Сабаки но Мон» (裁きの門)                                              | 7 февраля 2013 года  |
| 17  | Железное сердце «Тэцу но Харавата» (鉄の腸)                                              | 14 февраля 2013 года |
| 18  | Обещание, написанное на воде «Мидзу ни Каита Якусоку» (水に書いた約束)                   | 21 февраля 2013 года |
| 19  | Прозрачные тени «То:мэй на Кагэ» (透明な影)                                              | 28 февраля 2013 года |
| 20  | Там, где правосудие «Сэйги но Арика» (正義の在処)                                        | 7 марта 2013 года    |
| 21  | Окровавленная награда «Ти но Хо:сё:» (血の褒賞)                                          | 14 марта 2013 года   |
| 22  | Совершенный мир «Кампэки на Сэкай» (完璧な世界)                                          | 21 марта 2013 года   |

## Медиа

### Музыка
В опенинге аниме звучит песня «abnormalize», которую исполняет Ling Tosite Sigure, во втором опенинге звучит песня «Out of Control», которую исполняет Nothing’s Carved in Stone, в третьем опенинге звучит песня «Enigmatic Feeling», которую исполняет Ling Tosite Sigure, Песню в первом эндинге — «Namae no nai Kaibutsu», во втором эндинге — «All Alone With You», в третьем — «Fallen» исполняет EGOIST.

### Psycho-Pass 2
Psycho-Pass 2 (яп. サイコパス сайкопасу ни) — сериал студии Production I.G, выпущенный осенью 2014 года на телеканале Fuji-TV, как продолжение сиквела Psycho-Pass. По сравнению с предыдущим сезоном, всего было выпущено 11 серий. Ограничение по возрасту +16.

### Персонажи
Mика Симоцуки (яп. 霜月 美佳 Симоцуки Мика)
Впервые её появление можно увидеть в 6 эпизоде первого сезона, как ученицу женской академии Осо. Симоцуки стала следователем первого отдела уголовного розыска безопасности, после того как двое из её подруг стали жертвами Орио Рикако. Она легко поддаётся сомнениям и иногда может спорить с Аканэ, когда речь заходит о вопросах вынесения вердикта преступнику и реализации дальнейших действий.
Сакуя Тоганэ (яп. 東金 朔夜 То: ганэ Сакуя)
Коэффициент преступности: в начале — 769,8; в конце — 899.
Новый каратель, начавший работать с Аканэ и Микой во втором сезоне. Он имеет высокий коэффициент преступности, что, по сути, делает его латентным преступником. Тоганэ одержим Цунэмори, он собирает все возможные данные о ней, и во время одного расследования Мика их находит. Специально затемнял оттенки психопаспортов следователей. Когда Сакуя узнал, что был искусственно создан своей матерью Мисако Тоганэ, долго не мог смириться с этим. Хотя Мисако всегда воспринимала его как собственного сына. В раннем детстве у Сакуи проявлялась жестокость, когда тот получал удовольствие, убивая животных. Это существенно отразилось на его дальнейшей психической неуравновешенности. В подростковом возрасте попал в колонию для несовершеннолетних.
Сё Хинакава (яп. 雛河 翔 Хинакава Сё:)
Новый каратель. Он обычно действует застенчиво, как интроверт. Для Сё лучше заниматься дизайном голограмм, а не гоняться за преступниками.
Дзёдзи Сайга (яп. 雑賀 譲二 Сайга Дзё: дзи)
Бывший профессор университета, преподававший клиническую психологию. Грамотный, проницательный и наблюдательный. Иногда помогал следователям, но вследствие этого общения их коэффициент преступности резко менялся в худшую сторону. В первом сезоне жил отшельником, дабы избегать «Сивиллу». Однако после того как он помог Когами разобраться в плане убийства Макисимы, Сайгу задержали. Во втором сезоне проходил реабилитацию, и в итоге был нанят аналитиком в бюро общественной безопасности.
Кирито Камуи (яп. 鹿矛囲 桐斗 Камуи Кирито)
Коэффициент преступности: сначала — отсутствует, потом — 400.
Человек, который не может быть распознан системой «Сивилла», и, более того, способен очищать психопаспорта другим людям, которых использует в преступных целях. Похож на Сёго Макисиму. Считает неправильным, что идеальный судья — «Сивилла» не может судить саму себя, и пытается навязать эту точку зрения обществу.
Как выясняется, причина в том, что он единственный выживший в катастрофе, в которой виновата «Сивилла» и в которой погибло 184 его товарищей по школе. В результате экспериментального лечения, организованного доктором Масудзаки и фондом Тоганэ, его тело было восстановлено из частей тел всех 184 погибших, включая части мозга. Это приводит к тому, что Камуи становится коллективным разумом всех 184 детей, и «Сивилла» не может считать его психопаспорт (доминаторы и сканеры не распознают его как личность).
Использует нелегальных мигрантов, которым с помощью пластических операций доктором Масудзаки придана внешность известных политиков, чтобы влиять на общество, а также преступников, совершающих преступления, чтобы добыть доминаторы. Вместе со своими сообщниками перезагружает систему «Сивилла» и находит её местоположение. Убивает мадам Тоганэ в теле директора Касэй, но гибнет от руки её сына Сакуи Тоганэ, когда «Сивилла» перестраивает свою систему, получая возможность судить коллективные разумы, включая себя.

### Список серий
| Эпизод                     | Сценарий                 | Раскадровка                 | Режиссёр эпизода                                            | Анимация                                                                                                   |
| Весы правосудия            | Кумагай Дзюн, Убуката То | Судзуки Киётака             | Сато Юдзо                                                   | Фуцудзава Дэиэмон                                                                                          |
| Крадущаяся неизвестность   | Кумагай Дзюн, Убуката То | Такахаси Томоя              | Такахаси Томоя                                              | Накамори Котаро                                                                                            |
| Дьявольское доказательство | Кумагай Дзюн, Убуката То | Судзуки Каору               | Судзуки Каору                                               | Нагая Кэнта, Какиноути Наруми                                                                              |
| Спасение работы            | Кумагай Дзюн, Убуката То | Тэрато Кацуми               | Такафудзи Сатоси                                            | Фуцудзава Дэиэмон, Нисикава Рё, Имаока Нориюки, Накатакэ Манабу                                            |
| Не запрещённые игры        | Кумагай Дзюн, Убуката То | Куросэ Сатоми               | Кодзима Кэйсукэ, Сато Юдзо, Судзуки Киётака, Сиотани Наоёси | Кавано Тацуро, Накатакэ Манабу, Кухара Сигэси, Фуцудзава Дэиэмон                                           |
| Те, кто бросает камни      | Кумагай Дзюн, Убуката То | Тэраока Ивао                | Сато Юдзо                                                   | Кухара Сигэки, Нисикава Рё, Ватанабэ Нацуки                                                                |
| Несуществующие дети        | Кумагай Дзюн, Убуката То | Саяма Киёко                 | Сигэхара Кацуя                                              | Накамори Котаро, Овада Аяно                                                                                |
| Замысел оракула            | Кумагай Дзюн, Убуката То | Тэрато Кацуми               | Мацуяма Масахико                                            | Фудзии Тосиро, Сато Ёко, Токуда Кэнро                                                                      |
| Парадокс всемогущества     | Кумагай Дзюн, Убуката То | Кобаяси Хироси              | Кодзима Кэйсукэ, Итога Синтаро                              | Накатакэ Манабу, Кавано Тацуро, Ёсикава Махо, Накамори Котаро, Овада Аяно, Кодзима Кэцсукэ                 |
| Измерить душу              | Кумагай Дзюн, Убуката То | Ито Рёто                    | Ито Рёто                                                    | Фуцудзава Дэиэмон, Имаока Нориюки, Нисикава Рё                                                             |
| Какой цвет?                | Кумагай Дзюн, Убуката То | Сиотани Наоёси, Саяма Киёко | Сато Юдзо, Сигэхара Кацуя, Мацуяма Масахико                 | Токуда Кэнро, Кавано Тацуро, Накатакэ Манабу, Накамори Котаро, Овада Аяно, Ёсикава Махо, Фуцудзава Дэиэмон |
| -------------------------- | ------------------------ | --------------------------- | ----------------------------------------------------------- | --- |

## Социальные и психологические темы
Как отмечают некоторые критики, «Психопаспорт» исследует социальные и психологические темы, такие как цена жизни без стресса и без страха перед преступностью. Действительно, система «Сивилла» предназначена для того, чтобы противостоять людям, рассматривающим возможность совершения действий, которые могут вызвать стресс у других. Но это поднимает вопрос о том, допустимо ли морально и социально обвинять людей в преступлениях, которые они ещё не совершали. Например, в первом эпизоде женщину похищают, и полученная травма приводит к тому, что её коэффициент преступности становится повышенным. Согласно инструкциям «Сивиллы», полиция готова убить её. Но Аканэ вмешивается, отказываясь принять вердикт «Сивиллы», и снижает коэффициент преступности женщины до приемлемого уровня, мягко поговорив с ней. Следовательно, это ставит под сомнение представление о том, что возможность совершения преступления обязательно связана с фактическим совершением преступления. Согласно Anime News Network: «Мы все способны время от времени совершать плохие поступки — должны ли мы быть наказаны, потому что думали обидеть кого-то, прежде чем действовать? Или потому, что мы были жертвами? Всё действительно возвращается к тому первому эпизоду и реакции Аканэ на жертву, которую „Сивилла“ выставила преступницей».
Психопаспорт также предполагает, что цена жизни без стресса включает в себя переопределение потребностей человека в пользу общей социальной ценности. Морально и социально приемлемо убивать людей, которые могут совершать преступления, при условии, что мы признаем, что вред, который преступник наносит обществу, перевешивает вред, который мы наносим человеку, которому предъявлено ложное обвинение. Другими словами, система «Сивилла» работает на принципах альтернативных издержек и приемлемого риска. Но, как это ни парадоксально, опора на систему «Сивилла» создаёт общество, которое не боится ни одного преступления в целом, и при этом — людей, которые лично боятся последствий вердиктов системы «Сивилла». Сам Уробути сказал, что одной из центральных тематических идей «Психопаспорта» является «страх», который можно увидеть через чувство Сёго Макисимы, что он не на своем месте: система «Сивилла» не может распознать его таким, какой он есть на самом деле, он чувствует себя вытесненным и девиантным в структуре самого общества.
В «Психопаспорте» исследуется и подавление эмоций. Выявление скрытых преступников частично основано на избегании эмоций, которые общество считает негативными, таких как грусть или гнев. Чтобы не быть идентифицированным как скрытый преступник, не следует зацикливаться на них, чтобы держать психопаспорт в норме. Kotaku заявляет: «Из-за концепции психопаспорта „Психопаспорт“ показывает интересное будущее, в котором внутреннюю, умственную красоту ищут так же, как и физическую красоту. Это также и будущее, где работа полиции — чуть больше, чем наблюдение за скрытыми преступниками, которых они контролируют, потому что, если бы они занимались какой-либо реальной детективной работой, они могли бы начать думать как преступники, которых пытаются поймать, и, таким образом, сами стать потенциальными преступниками». Многие из главных героев испытывают ностальгию по ходу произведения. Многочисленные ссылки на более старую литературу, философию, музыку и театр создают «ностальгическое построение мира, внутренне стремящегося в те времена, которые предшествовали эпохе психопаспорта».

## Запрет в Китае
12 июня 2015 года Министерство культуры КНР объявило, что «Психопаспорту» было отказано в выпуске в Китае вместе с 38 другими аниме и мангами, которые «включают в себя сцены насилия, порнографии, терроризма и преступлений против общественной морали, которые могли бы потенциально подстрекать несовершеннолетних к совершению таких действий».